# Ligue 1 2008-2009
L'edizione 2008-09 della Ligue 1 è stata il settantunesimo campionato di calcio francese di massima divisione.
Il campionato è stato vinto dal Bordeaux, ponendo fine al dominio dell'Olympique Lione che durava dal 2001-2002.

## Avvenimenti
Il torneo iniziò il 9 agosto 2008: già dalla seconda giornata nessuna squadra rimase a punteggio pieno, eccetto il neopromosso Grenoble, che andò quindi in testa alla classifica. Il dominio della squadra fu però breve: già dalla terza giornata presero infatti la vetta solitaria l'Olympique Marsiglia e l'Olympique Lione. Le due squadre proseguirono fino alla quinta giornata, quando i campioni in carica dettero avvio alla fuga, arrivando a +5 sui rivali marsigliesi in tre giornate. Alle spalle dei Gones si alternarono, durante il girone di andata, il Bordeaux, il Nizza, il Tolosa e l'Olympique Marsiglia, che concluse il giro di boa con tre punti di vantaggio sulla capolista.
All'inizio del girone di ritorno l'Olympique Lione parve marciare indisturbato verso il titolo, mentre alle spalle si alternavano il Paris Saint-Germain, il Bordeaux e l'Olympique Marsiglia. Alla ventisettesima i Gones si trovavano a +4 dal PSG e a +5 dall'Olympique Marsiglia. Nelle giornate successive la capolista accusò un calo che favorì l'avvicinamento delle due rivali. Alla trentunesima giornata l'Olympique Marsiglia, approfittando di un pareggio interno della capolista con il Monaco, prese il comando della graduatoria. I marsigliesi mantennero il primato per due giornate, in seguito, pareggiando in casa col Tolosa, furono raggiunti dal Bordeaux. I girondini guadagnarono la vetta solitaria della classifica a due giornate del termine, approfittando di una sconfitta interna dei rivali marsigliesi contro l'Olympique Lione. Nelle successive due giornate il Bordeaux mantenne il primato e, sconfiggendo il Caen in trasferta per 1-0 all'ultima giornata (giocata il 30 maggio 2009), si assicurò il sesto titolo nazionale, il primo dopo dieci anni, che interruppe l'egemonia del Lione che durava dalla stagione 2001-2002.
In chiave europea, un finale con il freno a mano tirato portò il Paris Saint-Germain da una possibile qualificazione alla Champions League all'esclusione dalle competizioni internazionali: si qualificarono per la nuova UEFA Europa League il Lilla e il Tolosa, mentre per la Champions League si qualificarono, assieme ai campioni del Bordeaux, l'Olympique Marsiglia e l'Olympique Lione.
L'incontro tra Caen e Bordeaux all'ultima giornata fu anche importante in chiave salvezza: la sconfitta del Caen da parte del Bordeaux permise infatti al Saint-Étienne (che travolse per 4-0 un Valenciennes ormai senza pretese) di uscire in fotofinish dalla zona retrocessione. Accompagnarono il Caen nella discesa in Ligue 2 il Nantes, spacciato con un turno di anticipo a causa della differenza reti e dopo un solo anno di permanenza in Ligue 1, e il Le Havre, da tempo inchiodato sul fondo.

## Squadre partecipanti
- Auxerre
- Bordeaux
- Caen
- Grenoble[1]
- Le Havre[1]
- Le Mans
- Lilla
- Lorient
- Monaco
- Nancy
- Nantes[1]
- Nizza
- Olympique Lione[2]
- Olympique Marsiglia
- Paris Saint-Germain
- Rennes
- Saint-Étienne
- Sochaux
- Tolosa
- Valenciennes

### Allenatori e primatisti
| Squadra             | Allenatore                                                                  | Calciatore più presente                  | Capocannoniere                            |
| ------------------- | --------------------------------------------------------------------------- | ---------------------------------------- | ----------------------------------------- |
| Auxerre             | Jean Fernandez                                                              | Stéphane Grichting (37)                  | Ireneusz Jeleń (14)                       |
| Bordeaux            | Laurent Blanc                                                               | Yoann Gourcuff (37)                      | Fernando Cavenaghi, Marouane Chamakh (13) |
| Caen                | Franck Dumas                                                                | Steve Savidan (38)                       | Steve Savidan (13)                        |
| Grenoble            | Mehmed Baždarević                                                           | Alaixys Romao, Grégory Wimbée (37)       | Nassim Akrour (7)                         |
| Le Havre            | Jean-Marc Nobilo (1ª-18ª) Frédéric Hantz (19ª-38ª)                          | Nicolas Dieuze (34)                      | Amadou Alassane (10)                      |
| Le Mans             | Yves Bertucci (1ª-24ª) Daniel Jeandupeux (25ª-34ª) Arnaud Cormier (35ª-38ª) | Modibo Maïga (37)                        | Thorstein Helstad (10)                    |
| Lilla               | Rudi Garcia                                                                 | Michel Bastos (37)                       | Michel Bastos (14)                        |
| Lorient             | Christian Gourcuff                                                          | Kévin Gameiro (37)                       | Kévin Gameiro (11)                        |
| Monaco              | Ricardo Gomes                                                               | Stéphane Ruffier (32)                    | Alexandre Licata (7)                      |
| Nancy               | Pablo Correa                                                                | André Luiz (36)                          | Youssouf Hadji (11)                       |
| Nantes              | Michel Der Zakarian (1ª-3ª) Élie Baup (4ª-38ª)                              | Jean-Jacques Pierre (34)                 | Mamadou Bagayoko (7)                      |
| Nizza               | Frédéric Antonetti                                                          | Olivier Echouafni, David Hellebuyck (37) | Loïc Rémy (11)                            |
| O. Lione            | Claude Puel                                                                 | Karim Benzema (36)                       | Karim Benzema (17)                        |
| O. Marsiglia        | Eric Gerets                                                                 | Steve Mandanda (38)                      | Mamadou Niang (13)                        |
| Paris Saint-Germain | Paul Le Guen                                                                | Mickaël Landreau (38)                    | Guillaume Hoarau (17)                     |
| Rennes              | Guy Lacombe                                                                 | Carlos Bocanegra, Fabien Lemoine (38)    | Moussa Sow (9)                            |
| Saint-Étienne       | Laurent Roussey (1ª-13ª) Alain Perrin (14ª-38ª)                             | Bafétimbi Gomis (36)                     | Bafétimbi Gomis (10)                      |
| Sochaux             | Francis Gillot                                                              | Mevlüt Erdinç, Damien Perquis (36)       | Mevlüt Erdinç (11)                        |
| Tolosa              | Alain Casanova                                                              | Mohamed Fofana, André-Pierre Gignac (38) | André-Pierre Gignac (24)                  |
| Valenciennes        | Antoine Kombouaré                                                           | Nicolas Penneteau (38)                   | Grégory Pujol (17)                        |

## Classifica finale
Classifica aggiornata al 31 maggio
2009:

|  |     | Classifica finale 2008-09 | Pt | G  | V  | N  | P  | GF | GS | DR  |
|  | --- | ------------------------- | -- | -- | -- | -- | -- | -- | -- | --- |
|  | 1.  | Bordeaux                  | 80 | 38 | 24 | 8  | 6  | 64 | 34 | +30 |
|  | 2.  | Olympique Marsiglia       | 77 | 38 | 22 | 11 | 5  | 67 | 35 | +32 |
|  | 3.  | Olympique Lione           | 71 | 38 | 20 | 11 | 7  | 52 | 29 | +23 |
|  | 4.  | Tolosa                    | 64 | 38 | 16 | 16 | 6  | 45 | 27 | +18 |
|  | 5.  | Lilla                     | 64 | 38 | 17 | 13 | 8  | 51 | 39 | +12 |
|  | 6.  | Paris Saint-Germain       | 64 | 38 | 19 | 7  | 12 | 49 | 38 | +11 |
|  | 7.  | Rennes                    | 61 | 38 | 15 | 16 | 7  | 42 | 34 | +8  |
|  | 8.  | Auxerre                   | 55 | 38 | 16 | 7  | 15 | 35 | 35 | 0   |
|  | 9.  | Nizza                     | 50 | 38 | 13 | 11 | 14 | 40 | 41 | -1  |
|  | 10. | Lorient                   | 45 | 38 | 10 | 15 | 13 | 47 | 47 | 0   |
|  | 11. | Monaco                    | 45 | 38 | 11 | 12 | 15 | 41 | 45 | -4  |
|  | 12. | Valenciennes              | 44 | 38 | 10 | 14 | 14 | 35 | 42 | -7  |
|  | 13. | Grenoble                  | 44 | 38 | 10 | 14 | 14 | 24 | 37 | -13 |
|  | 14. | Sochaux                   | 42 | 38 | 10 | 12 | 16 | 40 | 48 | -8  |
|  | 15. | Nancy                     | 42 | 38 | 10 | 12 | 16 | 38 | 47 | -9  |
|  | 16. | Le Mans                   | 40 | 38 | 10 | 10 | 18 | 43 | 54 | -11 |
|  | 17. | Saint-Étienne             | 40 | 38 | 11 | 7  | 20 | 40 | 56 | -16 |
|  | 18. | Caen                      | 37 | 38 | 8  | 13 | 17 | 42 | 49 | -7  |
|  | 19. | Nantes                    | 37 | 38 | 9  | 10 | 19 | 33 | 54 | -21 |
|  | 20. | Le Havre                  | 26 | 38 | 7  | 5  | 26 | 30 | 67 | -37 |

### Verdetti
- Bordeaux vincitore della Ligue 1 2008-2009.
- Bordeaux e  Olympique Marsiglia qualificato per la fase a gironi della Champions League 2009-2010.
- Olympique Lione qualificato ai preliminari per l'accesso in Champions League 2009-2010.
- Tolosa e  Lilla qualificate in Europa League 2009-10.
- Caen,  Nantes e  Le Havre retrocesse in Ligue 2 2009-2010

### Squadra campione
Fonte:
- Yoann Gourcuff (37/12)
- Souleymane Diawara (35/2)
- Alou Diarra (35/2)
- Marouane Chamakh (34/12)
- Yoan Gouffran (32/2)
- Mathieu Chalmé (32/1)
- Fernando Menegazzo (31/6)
- Fernando Cavenaghi (29/13)
- Wendel (29/4)
- Marc Planus (28/1)
- David Bellion (27/4)

- Benoît Trémoulinas (26)
- Ulrich Ramé (26)
- Jussiê (20)
- Franck Jurietti (18)
- Carlos Henrique (16/1)
- Mathieu Valverde (15)
- Abdou Traoré (13)
- Pierre Ducasse (8)
- Diego Placente (6)
- Grégory Sertic (6/1)
- Henri Saivet (1)

- Allenatore:  Laurent Blanc

## Statistiche

### Club
- Maggior numero di vittorie:  Bordeaux (24)
- Minor numero di sconfitte:  Olympique Marsiglia (5)
- Miglior attacco:  Olympique Marsiglia (67 gol segnati)
- Miglior difesa:  Tolosa (27 gol subiti)
- Miglior differenza reti:  Olympique Marsiglia (+32)
- Maggior numero di pareggi:  Rennes,  Tolosa (16)
- Minor numero di pareggi:  Le Havre (5)
- Minor numero di vittorie:  Le Havre (7)
- Maggior numero di sconfitte:  Le Havre (26)
- Peggior attacco:  Le Havre (30 gol segnati)
- Peggior difesa:  Le Havre (67 gol subiti)
- Peggior differenza reti:  Le Havre (-37)

### Capoliste solitarie
Fonte:
- 2ª giornata:  Grenoble
- 5ª-30ª giornata:  Olympique Lione
- 31ª-33ª giornata:  Olympique Marsiglia
- 36ª-38ª giornata:  Bordeaux

### Individuali
Fonte:
- Calciatore dell'anno:  Yoann Gourcuff ( Bordeaux)
- Giovane dell'anno:  Eden Hazard ( Lilla)
- Portiere dell'anno:  Hugo Lloris ( Olympique Lione)
- Allenatore dell'anno:  Eric Gerets ( Olympique Marsiglia)

### Classifica marcatori
Fonte:
| Gol |  |  | Giocatore           | Squadra             |
| --- |  |  | ------------------- | ------------------- |
| 24  |  |  | André-Pierre Gignac | Tolosa              |
| 17  |  |  | Guillaume Hoarau    | Paris Saint-Germain |
| 17  |  |  | Karim Benzema       | Olympique Lione     |
| 14  |  |  | Bastos              | Lilla               |
| 14  |  |  | Ireneusz Jeleń      | Auxerre             |
| 14  |  |  | Steve Savidan       | Caen                |
| 13  |  |  | Fernando Cavenaghi  | Bordeaux            |
| 13  |  |  | Marouane Chamakh    | Bordeaux            |
| 13  |  |  | Mamadou Niang       | Olympique Marsiglia |
| 12  |  |  | Yoann Gourcuff      | Bordeaux            |
| 11  |  |  | Loïc Rémy           | Nizza               |
| 11  |  |  | Kévin Gameiro       | Lorient             |
| 11  |  |  | Mevlüt Erdinç       | Sochaux             |
| 11  |  |  | Youssouf Hadji      | Nancy               |
| 10  |  |  | Thorstein Helstad   | Le Mans             |